# Lomy (district de Třebíč)
Lomy (en allemand : Lomm) est une commune du district de Třebíč, dans la région de Vysočina, en République tchèque. Sa population s'élevait à 126 habitants en 2020.

## Géographie
Lomy se trouve à 6 km au nord-nord-est du centre de Jemnice, à 27 km au sud-ouest de Třebíč, à 38 km au sud de Jihlava et à 141 km au sud-est de Prague.
La commune est limitée par Budeč au nord-ouest, par Knínice au nord, par Radkovice u Budče et Štěpkov à l'est, par Budkov au sud-est, par Jemnice au sud et par Chotěbudice au sud-ouest.

## Histoire
La première mention écrite de la localité date de 1373.

## Transports
Par la route, Lomy se trouve à 7 km de Jemnice, à 33 km de Třebíč, à 44 km de Jihlava et à 174 km de Prague.